# Джавахишвили, Лела
Лела Джавахишвили (груз. ლელა ჯავახიშვილი; род. 23 апреля 1984, Телави, ГССР, СССР  ) — грузинская шахматистка, международный мастер (2005) и гроссмейстер среди женщин (2003).
В составе сборной Грузии победительница командного чемпионата мира 2015 года (Чэнду, Китай), участница восьми Олимпиад (2004—2018), шести командных чемпионатов мира (2007—2017) и шести командных чемпионатов Европы (2007—2017).
В ноябре 2021 года в Риге она заняла 6-е место на турнире «Большая женская швейцарка ФИДЕ».

## Изменения рейтинга
| Графики недоступны из-за технических проблем. См. информацию на Фабрикаторе и на mediawiki.org. |